# Accidente de carretera de Trujillo de 2017
El 23 de febrero de 2017 se produjo un accidente de carretera qué causó la muerte de 18 personas y dejó heridas a 9, en el distrito de Moche, Provincia de Trujillo, del departamento de La Libertad, en Perú, cuando una combi fue impactada por un camión que iba en el mismo sentido de la vía, de sur a norte, y tras el fuerte impacto, esta embistió a una motocicleta que iba delante de ella para luego chocar violentamente contra un muro ubicado al costado de la carretera. Minutos después del accidente, la combi ardió en llamas.
Cabe señalar que 13 personas murieron calcinadas. Así como que el conductor de la motocicleta es una de las víctimas mortales.
Hasta el lugar del accidente llegó personal de Defensa Civil, Compañía de Bomberos, Policía de Carreteras y unidades de rescate. El tránsito por esta vía fue cerrada por más de una hora y solo se habilitó un carril.